# Мадисон (Миссисипи)
Ма́дисон (англ. Madison) — американский город в округе Мадисон, Миссисипи. Считается городом с самым высоким доходом в штате. Ведет свою историю с железнодорожной станции, открытой в 1856 году. По данным переписи 2000 года население составляло 14 691 человек. Код FIPS 28-44520, GNIS ID 0673053, ZIP-код 39110, 39130.

## Население
По данным переписи 2000 года население составляло 14 692 человек, в городе проживало 4249 семей, находилось 5189 домашних хозяйств и 5316 строений с плотностью застройки 152,3 строения на км². Плотность населения 420,8 человека на км². Расовый состав населения: белые — 93,23 %, афроамериканцы — 4,89 %, коренные американцы (индейцы) — 0,07 %, азиаты — 1,20 %, гавайцы — 0,03 %, представители других рас — 0,18 %, представители двух или более рас — 0,40 %. Испаноязычные составляли 0,69 % населения.
В 2000 году средний доход на домашнее хозяйство составлял $71 266 USD, средний доход на семью $77 202 USD. Мужчины имели средний доход $54 358 USD, женщины $34 081 USD. Средний доход на душу населения составлял $29 082 USD. Около 2,1 % семей и 2,5 % населения находятся за чертой бедности, включая 3,5 % молодежи (до 18 лет) и 1,4 % престарелых (старше 65 лет).